# Futbol'nyj Klub Tosno
Il Futbol'nyj Klub Tosno (in russo ФК Тосно), meglio conosciuta come Tosno, è stata una società calcistica russa con sede a Tichvin.
Fondato nel 2013, il club ha disputato un campionato di massima serie e ha vinto la Coppa di Russia nel 2017-2018, prima di cessare le proprie attività al termine della suddetta stagione agonistica.

## Storia
La squadra fu ufficialmente registrata nel 2008 da Leonid Khomenko, l'allora direttore dell'FC Era. 
Nel 2009 venne fusa con un'altra squadra amatoriale del luogo, il Ruan, denominazione rimasta fino al tardo 2013.
La decisione di fondare un club professionistico fu presa nel marzo 2013, con il supporto di alcuni grandi sponsor, una holding e organizzazioni pubbliche regionali. Il Tosno rappresentava l'Oblast' di Leningrado nelle competizioni russe.
Nel 2013-2014 vinse il Girone Ovest della Pervenstvo Professional'noj Futbol'noj Ligi, conquistando la promozione in PFN Ligi alla prima partecipazione professionistica. Nel 2016-2017, arrivando secondo in PFN Ligi, fu promosso in Premier Liga 2017-2018.
Nella stagione 2017-2018 la squadra si è piazzata penultima in Prem'er-Liga, retrocedendo all'ultima giornata a causa della sconfitta per 5-0 contro l'Ufa. In Coppa di Russia è riuscita dapprima ad approdare in semifinale, poi a eliminare il più quotato Spartak Mosca detentore del trofeo ai tiri di rigore (1-1 dopo i tempi regolamentari) e infine a trionfare battendo in finale l'Avangard Kursk. Grazie al successo il Tosno si è qualificato per l'Europa League 2018-2019, ma ha dovuto rinunciarvi per mancanza dei requisiti previsti dall'UEFA.
Il 30 maggio 2018 la lega russa di seconda serie ha annunciato che il Tosno non è riuscito a ottenere la licenza necessaria per partecipare al campionato cadetto russo. Il 9 giugno 2018 Maxim Levčenko, fondatore del gruppo FORT, ha annunciato la dissoluzione del club, che quindi non ha partecipato alla gara di Supercoppa di Russia 2018, dove è stato sostituito dal CSKA Mosca.
In una conferenza stampa convocata dal governo dell'Oblast' di Leningrado è stata annunciata l'intenzione di costituire un nuovo club di nome Leningrado, che potrebbe annoverare ex giocatori del Tosno.

## Strutture

### Stadio
Il Tosno disputava le partite interne nello Stadio Kirovets. Nel novembre 2014 fu annunciato il progetto per la costruzione di un nuovo stadio con una capienza di 10.000 spettatori, che avrebbe dovuto essere pronto per la stagione 2015-2016.
Nella stagione 2017-2018 il club ha disputato le proprie partite interne nella vicina San Pietroburgo, allo Stadio Petrovskij.

## Palmarès

### Competizioni nazionali
- Pervenstvo Professional'noj Futbol'noj Ligi (Girone Ovest): 1

2013-2014
- Coppa di Russia: 1

2017-2018